# W76-2
W76-2 — американская термоядерная боеголовка малой мощности. Производство начато в 2019 году на предприятии «Pantax» в штате Техас.

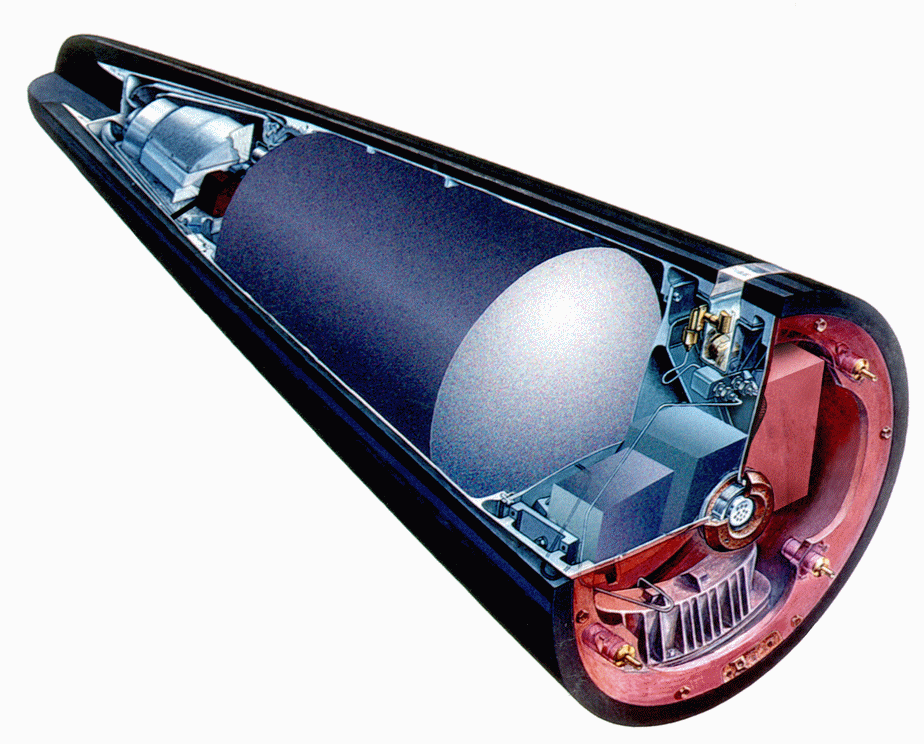
Боеголовка W76 и боевой блок Mk-4 в разрезе.

## Общие сведения
Боеголовка W76-2 является уменьшенной по мощности версией боеголовки W76, которая производилась в 70-80 годах  прошлого века. Поэтому натурных ядерных испытаний новой боеголовки не проводились.
W76-2 поступят на вооружение в сентябре 2019 года. Данные боеголовки установят на межконтинентальных стратегических баллистических ракетах Trident II (D5), которыми оснащены стратегический атомные подводные лодки класса «Огайо». 
W76-2 будут установлены  на ограниченном количестве межконтинентальных баллистических ракет. При этом количество боеголовок не раскрывается.
Мощность боеголовки — около 8 килотонн. Для сравнения: мощность «материнской» боеголовки W76 составляет 100 килотонн.
Размеры и вес W76-2 неизвестны.

## Цель создания W76-2
Министерство обороны США аргументировал необходимость развертывания ядерного оружия малой мощности тем, что оно позволит «эффективнее сдерживать Россию» и не позволит ей «использовать свой потенциал тактического ядерного оружия».
В свою очередь, Белый дом считает, что оружие малой мощности сделает полномасштабную ядерную войну менее вероятной, предоставив США более гибкое средство сдерживания. По мнению администрации США, это позволит предотвратить применение вероятным противником тактического оружия в надежде, что американцы не пойдут на использование своего мощного стратегического ядерного оружия в ответ на ограниченную ядерную атаку.
В ядерной стратегии США, принятой в 2018 году, отмечается, что наличие маломощного ядерного оружия «позволит гарантировать, что потенциальные противники не смогут воспользоваться своим преимуществом при ограниченной ядерной эскалации, сделав применение ядерного оружия менее вероятным».